# 徐诵明
徐诵明（1890年10月20日—1991年8月26日），字轼游、号清来，男，浙江新昌人，中国病理学的奠基人之一。

## 生平
徐诵明出生于一塾师家庭，早年先后就读于南明学堂、浙江高等学堂预科。1908年瞒着父母由同学资助前往日本求学，并经章太炎介绍加入同盟会。后由于经费原因被迫回国。次年再赴日本，考入东京第一高等学校预科。1910年毕业后进入冈山第六高等学校学习。1911年辛亥革命爆发后，徐诵明回到中国，在徐锡骥组建的陆军卫生部担任革命军上尉连长。次年返回日本继续学业。1913年考入九州帝国大学医学部。1918年毕业，于次年回国出任国立北京医学专门学校病理学教授。期间，他创建了中国自办的第一所医学院校中的病理研究室，并首先开始用中文讲授病理学。1926年北伐战争时，曾担任国立第二中山大学医科教授。1927年，出任国民革命军总司令部军医处卫生科长。北伐军攻克南京后，负责接管鼓楼医院。宁汉分裂后，他回绝了何应钦提名的军医处长之职，回到北平任国立北平大学医学院院长。1932年起，出任北平大学代理校长。抗日战争爆发后，北平大学与北平师范大学、北洋工学院迁往陕西成立国立西安临时大学，徐诵明出任校务委员会常务委员。1938年改为国立西北联合大学，他继续担任校务委员会常务委员。1939年西北联大解散，他前往重庆任教育部医学教育委员会常务委员。1943年，当选中华医学会理事。1944年，调任国立同济大学校长，并兼医学院院长。抗战胜利后，他于1946年调任国立沈阳医学院院长兼病理学教授，后于1948年辞职。
中华人民共和国成立后，徐诵明出任卫生部教育处处长，并兼任北京医学院病理学教授、中华药典编纂委员、卫生教材编审委员会常务委员等职。1951年加入九三学社，1953年任人民卫生出版社社长。1956年起出任中华医学会编辑部主任、中华医学杂志总编辑。1958年被划为右派，1978年文革结束后获平反。此后，1990年加入中国共产党。1991年8月26日在北京逝世，享年101岁。

## 社会兼职
曾任九三学社中央委员会顾问、中央参议委员会委员，第二、五届全国政协委员。